# جاسوس‌ها
جاسوس‌ها (به انگلیسی S*P*Y*S) نام فیلم کمدی محصول سال ۱۹۷۴ کمپانی فاکس قرن بیستم، به کارگردانی اروین کرشنر و با شرکت الیوت گلد، دونالد سادرلند و زوزو(دانیله سیارلت).
موسیقی نسخه اروپایی(نسخه دوبله شده به فارسی) این فیلم ساخته جان اسکات است، اما برای نمایش در آمریکا از ساخته‌های جری گلداسمیت استفاده شده‌است.
این فیلم در همان سال ساختش در جشنواره کن به نمایش درآمده‌است.

## داستان فیلم
مدیران سیا و کا گ ب در پشت پرده با همدیگر توافق کرده‌اند در برابر هر جاسوسی که به اشتباه کشته شود یک جاسوس را قربانی کنند. این بار رئیس سیا دو نفر از جاسوسان خود را برای قربانی شدن انتخاب می‌کنند ولی دو جاسوس از ماجرا مطلع می‌شوند.